# Aston le Walls
Aston le Walls – wieś w Anglii, w hrabstwie Northamptonshire, w dystrykcie (unitary authority) West Northamptonshire. Leży 28 km na zachód od miasta Northampton i 107 km na północny zachód od Londynu. W 2001 miejscowość liczyła 334 mieszkańców.